# Luthereiche (Lutherstadt Wittenberg)

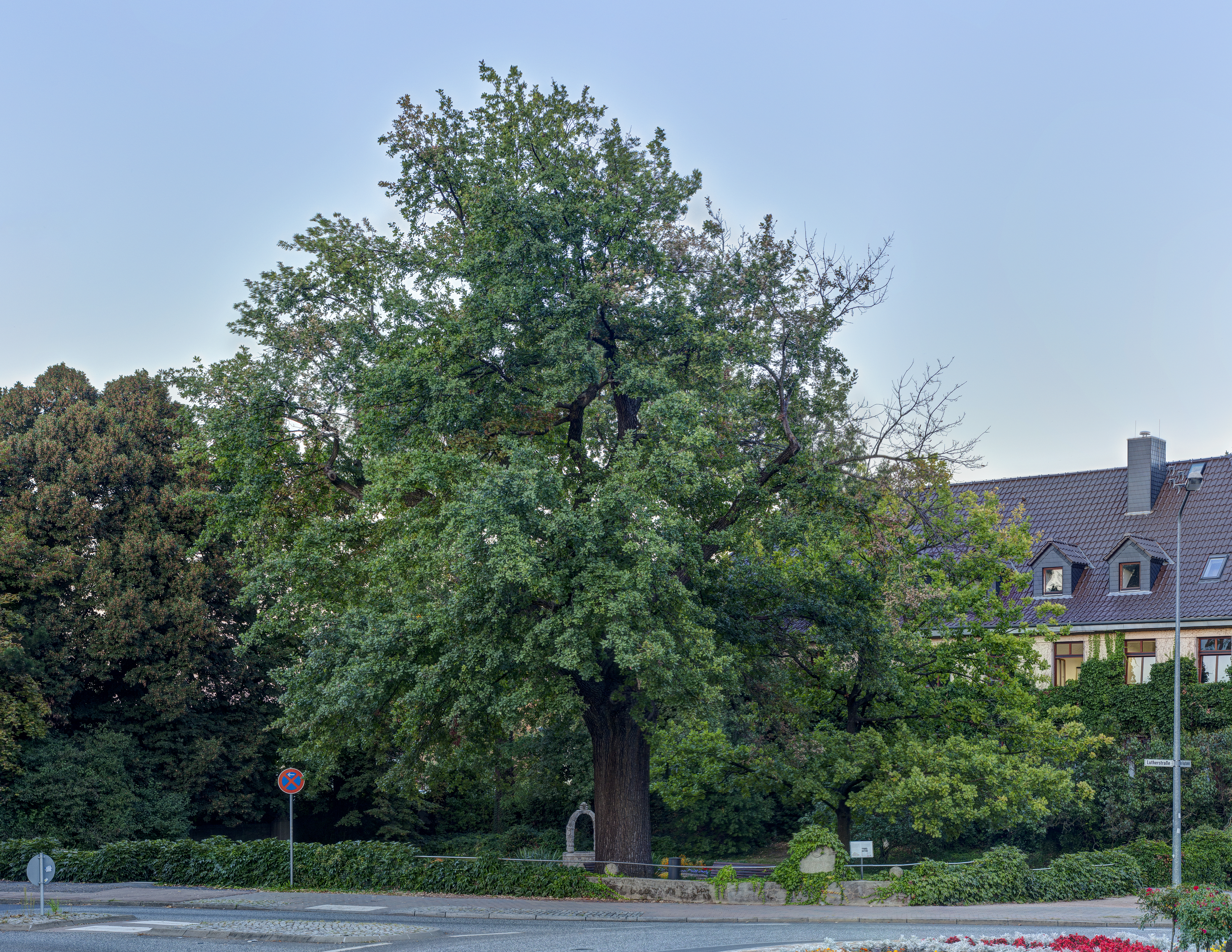
Die Luthereiche der Lutherstadt Wittenberg

Eine Luthereiche im Osten der Altstadt von Lutherstadt Wittenberg steht in einem mit Sandstein eingefassten Areal. Der Baum, nach seiner Art eine Stieleiche (Quercus robur), soll ungefähr die Stelle vor dem Elstertor bezeichnen, an der Martin Luther am 10. Dezember 1520 vor Wittenberger Studenten die päpstlichen „Canonischen Rechte“ und die Bannandrohungsbulle „Exsurge Domine“ des Papstes Leo X. verbrannte. Mit den Worten „Weil du den Heiligen des Herrn gelästert hast, so verzehre dich das ewige Feuer“ vollzog er auch äußerlich die Trennung von der römischen Kirche.
1813 fällten die Franzosen im Freiheitskrieg den Baum. Am 25. Juni 1830 wurde jedoch wieder eine neue Eiche gepflanzt. 1924 wurde die Anlage in der heutigen Form mit dem Paul-Friedrich-Brunnen und einer Steinbank aus der Hand des Bildhauers Wilhelm Rex errichtet.